# Centrale nucleare di Xianning
La centrale nucleare di Xianning è una futura centrale nucleare cinese situata presso la città di Xianning, nella provincia di Hubei. La centrale sarà equipaggiata con 6 reattori AP1000. I lavori per il primo reattore dovrebbero iniziare nel 2010